# Eulecanium ciliatum
Eulecanium ciliatum är en insektsart som först beskrevs av Douglas 1891.  Eulecanium ciliatum ingår i släktet Eulecanium och familjen skålsköldlöss. Arten är reproducerande i Sverige. Inga underarter finns listade i Catalogue of Life.